# Démoni (Hvězdná brána)
Démoni je 8. epizoda 3. řady sci-fi seriálu Hvězdná brána.

## Děj epizody
SG-1 se vyskytnou na planetě, kde je doba středověku. Ve vesnici se dozví, že do ní chodí někdo, kdo si odnáší oběti. Je to Unas, který nosí oběti Sokarovi. Oběti vybírá vikář, který SG-1 dá zavřít, protože Teal'c má znamení na hlavě. Zkusí, jestli přes něj cítí bolest (pokud ne je to démon). Teal'c nic necítí. Při druhé zkoušce hodí Teal'ca do vody. Pokud vyplave, je to démon. Pokud měl čistou duši, nevyplave. Když Teal'ca vytáhnou z jezera a dají do kostela, probere se, protože symbiont získával kyslík z vody. Vikář si myslí, že jsou všichni démoni a dá SG-1 Unasovi. Oni ho ale přemůžou a utečou. Goa'uld z Unase vstoupí do vikáře. Carterová rozpoznala, že vikář se stal hostitelem Goa'ulda. Ten je chce napadnout, ale Jack O'Neill ho zastřelí. SG-1 se vrací na základnu.